# 윌 챔피언
윌 챔피언(Will Champion, 1978년 7월 31일 ~ )은 잉글랜드의 드러머로, 콜드플레이의 일원이다.

## 같이 보기
- 가장 많은 음반을 판 음악가 목록